# Khums
Khums, obligatorisk skatt för alla shiamuslimer, mer specifikt för imamiterna (så kallade "tolvare"). Skatten är på en femtedel av den vinst man har på sin inkomst. Koranen nämner khums, eller khumus, i vers 8:41, vari ordet ghanimtum har översatts till "ni förvärvar". Men det finns andra översättningar för den nämnda versen; till exempel har Bernström översatt versens inledning till "det byte som ni tar i krig". Bernströms översättning är enligt nedanstående:
FEMTEDELEN av det byte som ni tar i krig (ghanimtum) - det måste ni veta - tillhör Gud och Sändebudet och [hans] närmaste och de faderlösa och de behövande och vandringsmannen. [Lyd detta bud] om ni tror på Gud och på vad Vi har uppenbarat för Vår tjänare den dag då sanningen skildes från lögnen - den dag då de två härarna drabbade samman. Gud har allt i Sin makt.
Enligt ayatolla Sistani ska khums delas i två delar, varav ena halvan kallas för Tidens imams andel och måste ges till den mujtahid som uppfyller alla villkor, eller hans representant. Den andra halvan måste ges till fattiga sayyider, föräldralösa sayyider eller en sayyid som har blivit strandsatt på en resa.